# ATC代码 (A16)
ATC代码A16（其它消化道和代谢药物）是解剖学治疗学及化学分类系统的一个药物分组，这是由世界卫生组织药物统计方法整合中心所制定的药品及其它医用产品的官方分类系统。分组A16是A消化系统和代谢系统的一部分。
兽用代码（ATCvet码）可以在人用ATC代码前加Q字母：QA16等。没有相应人用ATC代码的ATCvet在以下列表中通过前置Q字母表示。
国家ATC分类可能包括列表中没有的其它分类，列表为世界卫生组织（WHO）版本。

## A16A 其他消化道和代谢药物（Other alimentary tract and metabolism products）

### A16AA氨基酸及其衍生物（Amino acids and derivatives）
A16AA01 左卡尼汀（Levocarnitine）
A16AA02 腺苷蛋氨酸（Ademetionine）
A16AA03 谷酰胺（Levoglutamide）
A16AA04 巯乙胺（Mercaptamine）
A16AA05 卡谷氨酸（Carglumic acid）
A16AA06 甜菜碱（Betaine）
QA16AA51 左卡尼汀，复方（Levocarnitine, combinations）

### A16AB酶类（Enzymes）
A16AB01 阿糖苷酶（Alglucerase）
A16AB02 伊米苷酶（Imiglucerase）
A16AB03 α-半乳糖苷酶（Agalsidase alfa）
A16AB04 β-半乳糖苷酶（Agalsidase beta）
A16AB05 粘多糖-L-艾杜糖醛酸水解酶（Laronidase）
A16AB06 沙克罗酶（Sacrosidase）
A16AB07 α-葡萄糖苷酶（Alglucosidase alfa）
A16AB08 加硫酶（Galsulfase）
A16AB09 艾杜硫酶（Idursulfase）
A16AB10 （Velaglucerase alfa）
A16AB11 （Taliglucerase alfa）

### A16AX 各种消化道产物及代谢产物（Various alimentary tract and metabolism products）
A16AX01 α-硫辛酸（Thioctic acid）
A16AX02 茴三硫（Anethole trithione）
A16AX03 苯基丁酸钠（Sodium phenylbutyrate）
A16AX04 尼替西农（Nitisinone）
A16AX05 醋酸锌（Zinc acetate）
A16AX06 米格鲁特（Miglustat）
A16AX07 沙丙蝶呤（Sapropterin）
A16AX08 替度鲁肽（Teduglutide）

## QA16Q 兽医使用其他消化道和代谢产物（Other alimentary tract and metabolism products for veterinary use）

### QA16QA 丙酮血药物治疗（Drugs for treatment of acetonemia）
QA16QA01 丙二醇（Propylene glycol）
QA16QA02 丙酸钠（Sodium propionate）
QA16QA03 甘油（Glycerol）
QA16QA04 乳酸铵（Ammonium lactate）
QA16QA05 利胆丁酸（Clanobutin）
QA16QA52 丙酸钠，复方（Sodium propionate, combinations）